# Corrado Malaspina (vescovo)
Corrado Malaspina (1353) è stato un vescovo cattolico italiano, vescovo di Acqui alla fine del XIV secolo.

## Biografia
Frate francescano dell'Ordine dei frati minori e appartenente alla famiglia dei signori di Visone, venne nominato vescovo dall'antipapa Clemente VII il 10 settembre 1380 all'età di 27 anni. La nomina di Corrado avvenne su consiglio di Ottone di Brunswick-Grubenhagen, in quel momento amministratore del Monferrato per via della giovane età del marchese Giovanni III del Monferrato; essendo Ottone consorte di Giovanna I di Napoli che sosteneva l'antipapa insediato ad Avignone la sua reggenza fu caratterizzata da vescovi non fedeli a Roma, tra i quali lo stesso Corrado.     
A prova del suo episcopato è rimasto un solo documento datato 24 ottobre 1380, nel quale il vescovo eletto in qualità di signore di Cavatore riconosceva a un certo Belengio il diritto sui beni del fratello defunto senza eredi.
Non ci è dato sapere se Corrado abbia rinunciato alla cattedra episcopale o sia morto ma nel 1381 non era già più vescovo di Acqui, sostituito da un altro vescovo di nome Beroaldo anche lui fedele all'antipapa.